# Retargeting
Retargeting, česky znovuzacílení, je pojem nejčastěji používaný v digitálním nebo online marketingu. Je to pojem velmi blízký remarketingu, tedy možnost cílení v PPC a RTB reklamách na lidi, kteří už s námi byli v kontaktu, například už navštívili náš web.
V softwarovém inženýrství je retargeting vlastnost (de-)kompilátorů, která umožňuje jejich konfiguraci na jinou než obvyklou instrukční sadu procesoru. V onkologii se o retargetingu píše např. v souvislosti s možným přesměrováním buněk CAR-T na malignity B-buněk.

## Internetový marketing
Behaviorální retargeting (také známý jako behaviorální remarketing, nebo jednoduše retargeting) je forma online cílené reklamy, při které je reklama cílena na spotřebitele na základě jeho předchozích akcí na internetu. Retargeting si označí online uživatele vložením dat do cílové webové stránky nebo e-mailu, která nastaví cookie v prohlížeči uživatele. Jakmile je cookie soubor nastaven, může inzerent zobrazovat tomuto uživateli grafické reklamy odkudkoli z internetu prostřednictvím systému výměny reklam.
Směrnice o soukromí a elektronických komunikacích z roku 2002 (2002/58/EC) a její revize z roku 2009 vyžadují v EU souhlas s použitím souborů cookie a stanoví, že uživatelé musí mít možnost se odhlásit.
Retargeting odkazů je forma retargetingu, která umožňuje inzerentovi cílit na publikum, které klikne na odkaz ovládaný inzerentem. Tento retargeting byl patentován společností Inbound Retargeting Technologies v USA v roce 2017.
Retargeting e-mailu může odkazovat na:
- přesměrování uživatelů, kteří si prohlížejí reklamy poté, co si přečetli e-mail od inzerenta (založený na grafických reklamách),
- zaslání e-mailu návštěvníkovi webu po jeho návštěvě webu (na základě e-mailu).

E-mailový retargeting je běžně používanou formou digitálního marketingu.
Retargeting vyhledávání je forma retargetingu využívaná online marketéry, kteří cílí na publikum na základě předchozích vyhledávání, která provádějí na jiných webových stránkách. Na rozdíl od retargetingu stránek je retargeting vyhledávání navržen tak, aby našel nové zákazníky, kteří na webu marketingu pravděpodobně nikdy předtím nebyli. Zatímco reklama ve vyhledávání je metoda umisťování online reklam do výsledků dotazů vyhledávačů, retargeting vyhledávání se pokouší rozšířit interakci se stejnými hledajícími, když se přesunou ze stránek s výsledky vyhledávání do jiných online aktivit a webů.

## Softwarové inženýrství
V softwarovém inženýrství je retargeting vlastnost nástrojů pro vývoj softwaru, které byly speciálně navrženy pro generování kódu pro více než jednu architekturu. Příslušný kompilátor musí být navržen tak, aby byl schopný relativně snadno generovat kód pro různé typy instrukčních sad CPU.
Příklady retargetable kompilátorů:
- GCC
- ACK
- lcc
- VBCC
- Portable C Compiler
- SDCC
- LLVM
- Small-C kompilátor
- MPG, "machine-independent efficient microprogram generator"

- retdec je otevřený zdrojový retargetovatelný dekompilátor strojového kódu založený na LLVM.

Naopak retargetable assemblery jsou schopny generovat objektové soubory různých formátů, což je užitečné při přenosu programů v jazycích assembleru do různých operačních systémů, které běží na stejné architektuře CPU (například Windows a Linux na platformě x86). Jedním z těchto asemblerů je NASM.